# Válka páté koalice
Válka páté koalice byl evropský konflikt probíhající v roce 1809, který byl součástí napoleonských a koaličních válek. Hlavní boje se odehrávaly ve střední Evropě mezi Rakouským císařstvím Františka I. Rakouského a prvním Francouzským císařstvím Napoleona Bonaparteho. Francii podporovaly její klientské státy – Italské království, Rýnský spolek a Varšavské knížectví. Rakousko podporovala Pátá koalice, do níž patřilo Spojené království Velké Británie a Irska, Portugalsko, Španělsko a Sardinské a Sicilské království, ačkoli poslední dva jmenované útvary se bojů neúčastnily. Na začátku roku 1809 byla velká část francouzské armády nasazena do španělské války za nezávislost proti Spojenému království, Španělsku a Portugalsku. Poté, co Francie stáhla 108 000 vojáků z Německa, zaútočilo Rakousko na Francii, aby se pokusilo získat zpět území ztracená ve válce třetí koalice v letech 1803–1806. Rakušané doufali, že je Prusko jako jejich bývalý spojenec podpoří, ale Prusko se rozhodlo zůstat neutrální.
Dne 10. dubna 1809 překročila rakouská vojska pod vedením arcivévody Karla Ludvíka Rakousko-Těšínského hranice Bavorska, francouzského klientského státu. Francouzská reakce pod vedením Louise-Alexandra Berthiera byla neorganizovaná, ale s příchodem Napoleona 17. dubna byl nastolen pořádek. Napoleon táhl k Landshutu v naději, že odřízne rakouské ustupující jednotky a vpadne jim do týlu. Karel překročil Dunaj u Řezna, což mu umožnilo ústup na východ, ačkoli se mu nepodařilo dosáhnout rakouského hlavního města Vídně dříve než Francouzům. Francouzský útok přes Dunaj byl odražen 21.–22. května v bitvě u Aspern a Esslingu, ovšem opakovaný útok v červenci byl úspěšný. Napoleon dosáhl významného vítězství v bitvě u Wagramu 5.–6. července, které Rakušany přinutilo podepsat 12. července příměří. Vpády Rakušanů do Varšavského knížectví a Saska byly odraženy a Rakušané byli vyhnáni ze svých území v Itálii. Britské jednotky se vylodily na Walcherenu ve francouzském klientském státě Holandsko, ale nepodařilo se jim dobýt Antverpy a později byly staženy.
Válka skončila uzavřením Schönbrunnského míru, který byl považován za krutý vůči Rakousku, protože ztratilo své středomořské přístavy a 20 % obyvatelstva. Přestože Francouzi nakonec zvítězili, jejich porážka u Aspern a Esslingu ukázala, že Napoleona lze porazit. Válka vedla k několika povstáním, která byla sice potlačena, ale předznamenala budoucí nacionalistická a protifrancouzská povstání. Po uzavření Schönbrunnského míru se Rakousko stalo francouzským spojencem, což bylo upevněno sňatkem Napoleona s rakouskou princeznou Marií Luisou Habsbursko-Lotrinskou.

## Pozadí
Téměř nepřetržitě od roku 1792 probíhaly v Evropě koaliční války, v nichž revoluční Francie stála proti řadě koalic. Po uzavření smlouvy z Amiens v březnu 1802 nastalo krátké období míru, než se britsko-francouzské vztahy zhoršily a v květnu 1803 vyústily ve válku třetí koalice. V roce 1804 se k Británii připojilo Švédsko a v roce 1805 Rusko a Rakousko. V srpnu 1805 vtrhla 200tisícová francouzská Grande Armée do německých zemí v naději, že porazí Rakousko dříve, než zasáhnou ruské jednotky. Francouzský císař Napoleon úspěšně vtáhl se svou armádou do rakouského týlu a porazil je v bitvě u Ulmu, která se odehrála od 15. do 20. října. Hlavní město Rakouska, Vídeň, bylo dobyto v listopadu a rusko-rakouská armáda byla rozhodujícím způsobem poražena v bitvě u Slavkova 2. prosince. Prešpurský mír, podepsaný krátce poté, ukončil rakouskou účast ve válce.
Bitva u Slavkova podnítila zásadní změnu v evropské rovnováze sil. Prusko se cítilo v regionu ohroženo a spolu s Ruskem vyhlásilo Francii v roce 1806 válku. Po francouzských vítězstvích v bitvách u Jeny a Auerstedtu obsadila Francie pruské hlavní město Berlín. V listopadu Francie vtrhla do Polska, kde byly umístěny ruské jednotky, a obsadila Varšavu. V únoru 1807 se ruská a francouzská vojska utkala v nerozhodné bitvě u Jílového. Boje v Polsku vyvrcholily 14. června 1807, kdy Francouzi porazili Rusko v bitvě u Friedlandu. Po uzavření Tylžského míru se Francie stala jednou z nejsilnějších mocností v západní Evropě s mnoha klientskými státy včetně Varšavského knížectví. Naopak uzavření míru oslabilo Prusko a umožnilo Rusku expandovat do Finska a jihovýchodní Evropy.

### Španělská válka za nezávislost
V roce 1807 se Francie pokusila přimět Portugalsko, aby se připojilo ke kontinentálnímu systému, tedy k obchodnímu embargu vůči Británii. Když se portugalský král Jan VI. odmítl připojit, vyslal Napoleon v roce 1807 generála Junota, aby Portugalsko napadl, což vedlo k šestileté španělské válce za nezávislost. Tato válka oslabila francouzskou armádu, zejména poté, co se španělské jednotky a civilisté vzbouřili proti Francii poté, co Napoleon svrhl španělského krále. Po francouzské porážce v bitvě u Bailénu se Napoleon ujal velení francouzských jednotek a před návratem do Francie porazil španělská vojska. Nicolas Jean de Dieu Soult vyhnal Brity ze Španělska v bitvě u La Coruñi v lednu 1809.
Počátkem roku 1809 ovládalo velkou část Španělska a severního Portugalska francouzské klientské království, kterému vládl Napoleonův bratr Josef Bonaparte. Britské a portugalské jednotky pod vedením Arthura Wellesleyho zahájily od jara 1809 nové ofenzívy. Španělské pravidelné armády včetně těch, které vedli generálové Miguel Ricardo de Álava a Joaquín Blake, pokračovaly v boji a partyzánská činnost na venkově ohrožovala průběh francouzských operací. K červnu 1809 se na území Španělska a Portugalsko nacházelo 250 000 francouzských vojáků, kteří zde zůstali po celou dobu války páté koalice.
Napoleonova okupace vlastního spojence Francie, Španělska, přesvědčila mnohé v Rakousku, že Napoleonovi nelze věřit a vyhlášení války bylo jediným způsobem, jak mu zabránit ve zničení Habsburské monarchie.

## Důsledky
Po porážce hlavních rakouských jednotek u Wagramu byl císař František I. nucen požádat o mír. Steven Englund se domnívá, že Rakousko mohlo pokračovat v boji. Schönbrunnský mír, podepsaný 14. října 1809, si vybral politickou daň na Rakušanech. Klemensu Wenzelovi von Metternichovi a Karlovi se podařilo vyjednat mírnější podmínky výměnou za rakouskou spolupráci a většina dědičných habsburských zemí byla zachována. Francouzům byly předány Korutany, Kraňsko a jadranské přístavy, čímž byl Rakousku odepřen přístup ke Středozemnímu moři. Západní Halič připadla Varšavskému knížectví. Země krátce existujícího Salcburského vévodství, které Rakousko získalo jako kompenzaci za ztráty na jadranském pobřeží a ztrátu Tyrolska, byly převedeny na Bavorsko. Rusku byla postoupena oblast kolem Ternopil. Rakousko přišlo o více než tři miliony poddaných, což představovalo přibližně 20 % celkového počtu obyvatel císařství. Císař František souhlasil se zaplacením odškodného ve výši téměř 85 milionů franků, uznal Napoleonova bratra Josefa za španělského krále a potvrdil přerušení obchodu s Británií. Po rakouské porážce se Napoleon oženil s dcerou císaře Františka, Marií Luisou. Napoleon doufal, že tento sňatek upevní francouzsko-rakouské spojenectví a poskytne jeho režimu legitimitu. Spojenectví poskytlo Rakousku oddech od války s Francií, kterou s přestávkami vedlo po deset let, a obnovilo jeho postavení evropské mocnosti; manželské svazky nezabránily Františkovi, aby v roce 1813 vyhlásil Francii válku.
Dopad konfliktu na Francii nebyl pouze pozitivní. Povstání v Tyrolsku a Vestfálském království během konfliktu svědčila o tom, že mezi německým obyvatelstvem panuje nespokojenost s francouzskou nadvládou. Jen několik dní před podepsáním Schönbrunnského míru přistoupil během vojenské přehlídky k Napoleonovi osmnáctiletý Němec Friedrich Staps a pokusil se císaře pobodat, byl však zadržen generálem Rappem.
Válka podkopala francouzskou vojenskou převahu i napoleonskou image. Bitva u Aspern a Esslingu byla první velkou porážkou v Napoleonově kariéře a byla vřele přijata velkou částí Evropy. Rakušané ukázali, že strategický přehled a taktické schopnosti již nejsou pouze francouzskou záležitostí.